# Chloris (chim)
Chloris là một chi chim trong họ Fringillidae, trước đây coi là một phân chi trong chi Carduelis.

## Các loài
- Chloris ambigua
- Chloris chloris
- Chloris sinica
- Chloris monguilloti
- Chloris spinoides